# FK Dinamo Brest
Der FK Dinamo Brest (russisch Динамо Брест; belarussisch Дынама Брэст Dynama Brest) ist ein belarussischer Fußballverein aus der im Westen des Landes gelegenen Stadt Brest.

## Geschichte
Dinamo Brest wurde im Jahr 1960 gegründet und spielte im sowjetischen Ligasystem, wo die großen Erfolge jedoch ausblieben. Nach dem Zerfall der Sowjetunion gehörte der Klub 1992 zu den Gründungsmitgliedern der Wyschejschaja Liha, der höchsten Spielklasse von Belarus, der er bis heute ununterbrochen angehört.
In der Auftaktsaison wurde die Mannschaft hinter dem FK Dinamo Minsk und Dnjapro Mahiljou Dritter. In den darauffolgenden Jahren belegte Dinamo Brest stets einen Platz im gesicherten Mittelfeld. Dem Abstieg wirklich nahe war man erstmals 1995, als man als Elfter nur zwei Punkte Vorsprung auf den Relegationsplatz hatte.
Am 27. Mai 2007 wurde das Team erstmals belarussischer Pokalsieger, als man im Finale BATE Baryssau gegenüberstand und nach torloser Spielzeit durch ein 4:3 nach Elfmeterschießen gewann. Damit durfte Dinamo Brest erstmals an einem Europapokal teilnehmen. Im UEFA-Pokal 2007/08 trat man zur 1. Qualifikationsrunde gegen FK Liepājas Metalurgs aus Lettland an. Auswärts remisierte man mit einem 1:1, zuhause unterlag man jedoch mit 1:2 und schied aus. Die zusätzliche Belastung machte dem Verein jedoch zu schaffen, da in der Liga wieder der Kampf um den Klassenerhalt im Fokus stand. Am Ende reichte es mit vier Punkten Vorsprung auf den damals einzigen Abstiegsplatz zum 12. Rang.
Auch 2011 war der Klassenerhalt nur knapp geschafft worden. Mit drei Punkten Vorsprung belegte Dinamo Brest als Zehnter den letzten Platz, der den sicheren Klassenerhalt bedeutete. Auch 2014 und 2015 war der Klub jeweils nah am Abstieg dran, entging diesem aber jeweils.

### Seit 2017: Aufstieg zur Spitzenmannschaft
Das Jahr 2017 leitete bei Dinamo Brest eine Trendwende ein. Angefangen hatte diese am 28. Mai des Jahres beim zweiten Pokalsieg der Vereinsgeschichte, als man im Endspiel den damaligen Spitzenklub FK Schachzjor Salihorsk nach einem 1:1 mit 10:9 im Elfmeterschießen bezwingen konnte. Daraufhin nahm der Verein an der Qualifikation zur UEFA Europa League 2017/18 teil, schied jedoch schon in der zweiten Runde gegen den SCR Altach (1:1 a; 0:3 h) aus. Der Pokalsieg ermöglichte zudem die erstmalige Teilnahme am belarussischen Supercup, den man mit einem 2:1 über BATE Baryssau gewinnen konnte. Zuvor belegte man in der Liga den vierten Platz, was der besten Platzierung seit 25 Jahren entsprach.
Dinamo Brest konnte im Jahr 2018 darüber hinaus den Pokalsieg verteidigen, nachdem man BATE mit 3:2 erneut bezwingen konnte. In der Qualifikation zur UEFA Europa League 2018/19 spielte Dinamo Brest gegen Atromitos Athen und setzte sich nach einem 4:3-Heimsieg und einem 1:1-Remis in Athen überraschend durch. In der 3. Runde traf man mit Apollon Limassol erneut auf einen Gegner aus dem Südosten Europas. Das Hinspiel auf der zyprischen Insel wurde mit 0:4 verloren, im Rückspiel konnte man mit einem 1:0-Heimsieg das Ausscheiden nicht mehr verhindern. In der Liga konnte der sechste Platz erreicht werden. Im anschließenden Supercup setzte man sich erneut gegen BATE Baryssau (3:1) durch.
2019 kam es zum bisher größten Vereinserfolg, als man erstmals belarussischer Meister wurde. In der gesamten Spielzeit verlor Dinamo Brest nur eines von 30 Ligaspielen (1:2 gegen Dinamo Minsk), womit man endgültig den Status einer belarussischen Spitzenmannschaft einpflegte. Im Supercup trat man somit erstmals als amtierender Meister an und gewann diesen nach einem 2:0-Erfolg über Schachzjor Salihorsk zum dritten Mal in Folge. Selbigen Gegner traf man auch im Halbfinale des Pokals an. Nach einem 2:0-Heimerfolg verlor man zwar das Rückspiel mit 2:4, aber durch die Auswärtstorregel erreichte man das Finale. Dieses verlor man jedoch mit 0:1 gegen BATE Baryssau und verpasste damit den dritten Pokalsieg in vier Jahren.
Als amtierender Meister nahm Dinamo Brest erstmals an der Qualifikation zur UEFA Champions League teil. Aufgrund der COVID-19-Pandemie wurden damals alle Runden auf eine Partie beschränkt. Bereits in der ersten Runde machte man mit einem 6:3 über den FK Astana auf sich aufmerksam, ehe man auch den FK Sarajevo mit 2:1 bezwingen konnte. In der dritten Runde musste man sich aber Maccabi Tel Aviv mit 0:1 geschlagen geben und auch in der Play-off-Runde der UEFA Europa League unterlag man Ludogorez Rasgrad mit 0:2.
Am Ende der Saison 2020 stand Dinamo Brest mit zwei Punkten Rückstand auf FK Njoman Hrodna sowie FK Torpedo Schodsina auf Platz 5. Da man Njoman Hrodna am letzten Spieltag mit 3:1 besiegen konnte, sprang Dinamo Brest auf Platz 4 und ergatterte damit noch einen Qualifikationsplatz für die neu gegründete UEFA Europa Conference League. Der Verein schied jedoch schon in seiner Einstiegsrunde aus, nachdem man gegen Viktoria Pilsen beide Spiele jeweils mit 1:2 verloren hatte. Die Saison 2021 beendete man auf Platz 6, hatte jedoch 20 Punkte Rückstand auf den fünftplatzierten Lokalrivalen FK Ruch Brest.
In der Saison 2022 musste man erstmals seit sieben Jahren wieder enorm um den Klassenerhalt bangen. Die Spielzeit startete mit nur vier Punkten aus den ersten zwölf Spielen, in denen man sieglos blieb. Erst mit einem 1:0-Auswärtssieg über den FK Wizebsk konnte sich Dinamo Brest vorübergehend wieder aus der Krise befreien. Aber auch in den letzten sieben Spieltagen blieb man ohne Sieg, am Ende konnte man mit dem 13. Platz – die schlechteste Platzierung der Vereinsgeschichte – und vier Punkten Vorsprung auf den Relegationsplatz den Klassenerhalt sicherstellen. Die Saison 2023 startete ähnlich, wobei man in den ersten acht Spieltagen sieben Niederlagen einstecken musste und zwischenzeitlich nur ein 3:0 über Naftan Nawapolazk gelang. Nur einmal gelangen im August zwei Siege in Folge, da sich Siege und Niederlagen oft abwechselten. Am Ende stand Platz 10 zu Buche, jedoch mit reichlich Vorsprung auf die Abstiegsplätze.
In der Saison 2024 trat man wieder besser in Erscheinung, nachdem man in den ersten neun Spieltagen ungeschlagen blieb.

## Erfolge
- Belarussische Meisterschaft:
  - Meister (1): 2019
  - 3. Platz (1): 1992
- Belarussischer Pokal:
  - Sieger (3): 2006/07, 2016/17, 2017/18
  - Finalist (1): 2019/20
- Belarussischer Supercup:
  - Sieger (3): 2018, 2019, 2020

### Europapokalbilanz
| Saison  | Wettbewerb             | Runde                  | Gegner                | Gesamt | Hin     | Rück    |
| ------- | ---------------------- | ---------------------- | --------------------- | ------ | ------- | ------- |
| 2007/08 | UEFA-Pokal             | 1. Qualifikationsrunde | FK Liepājas Metalurgs | 2:3    | 1:1 (A) | 1:2 (H) |
| 2017/18 | UEFA Europa League     | 2. Qualifikationsrunde | SCR Altach            | 1:4    | 1:1 (A) | 0:3 (H) |
| 2018/19 | UEFA Europa League     | 2. Qualifikationsrunde | Atromitos Athen       | 5:4    | 4:3 (H) | 1:1 (A) |
| 2018/19 | UEFA Europa League     | 3. Qualifikationsrunde | Apollon Limassol      | 1:4    | 0:4 (A) | 1:0 (H) |
| 2020/21 | UEFA Champions League  | 1. Qualifikationsrunde | FK Astana             | 6:3    | 6:3 (H) | 6:3 (H) |
| 2020/21 | UEFA Champions League  | 2. Qualifikationsrunde | FK Sarajevo           | 2:1    | 2:1 (H) | 2:1 (H) |
| 2020/21 | UEFA Champions League  | 3. Qualifikationsrunde | Maccabi Tel Aviv      | 0:1    | 0:1 (A) | 0:1 (A) |
| 2020/21 | UEFA Europa League     | Play-offs              | Ludogorez Rasgrad     | 0:2    | 0:2 (H) | 0:2 (H) |
| 2021/22 | UEFA Europa League     | 2. Qualifikationsrunde | Viktoria Pilsen       | 2:4    | 1:2 (A) | 1:2 (H) |
| 2025/26 | UEFA Conference League | 1. Qualifikationsrunde | FK Sutjeska Nikšić    | 2:3    | 2:1 (A) | 0:2 (H) |

Gesamtbilanz: 16 Spiele, 5 Siege, 3 Unentschieden, 8 Niederlagen, 21:29 Tore (Tordifferenz −8)
Stand: 17. Juli 2025

## Sonstiges
Dinamo Brest besitzt seit März 2017 eine E-Sport-Abteilung. In Zusammenarbeit mit dem E-Sport-Verband von Belarus spielen Sportler in den Disziplinen Counter-Strike: Global Offensive und FIFA für Dinamo Brest.
Ab dem 17. Juli 2018 war Diego Maradona Vorstandsvorsitzender des belarussischen Vereins. Bereits Anfang September 2018 trennten sich die Wege wieder. Maradona blieb jedoch Ehrenvorsitzender des Vereins.